# Газопереробний завод Хурайс
Газопереробний завод Хурайс – підприємство нафтогазової промисловості Саудівської Аравії.
У 2009 році повторно ввели в розробку супергігантське нафтове родовище Хурайс. Його центральна установка підготовки здатна приймати 15,5 (за іншими даними – 8,5) млн м3 попутного газу на добу. З цього обсягу після проведення осушки повинні вилучати 70 тисяч барелів зріджених вуглеводневих газів (ЗВГ), які далі спрямовуються до трубопроводу Шедгам – Янбу, що проходить неподалік від майданчику ГПЗ. Що стосується газової фракції, то вона ще потребує вилучення сірководню та відправляється до трубопроводу Хурайс – Шедгам.
В 2018-му завершили проект розширення, в межах якого до ГПЗ вивели газопровід від родовищ Абу-Джифан та Мазалідж. При цьому потужність майданчику по прийому збільшили на 7,3 (за іншими даними – 9) млн м3 на добу, тоді як приріст виробництва ЗВГ має становити 34 тисячі барелів.